# Flughafen Friedrichshafen

i7
i11
i13
Der Flughafen Friedrichshafen (auch Bodensee-Airport, IATA-Code: FDH, ICAO-Code: EDNY) ist ein regionaler Verkehrsflughafen in Friedrichshafen am Bodensee.
Der Flughafen Friedrichshafen ist der südlichste Verkehrsflughafen Deutschlands, sein Einzugsbereich reicht aber auch nach Vorarlberg und (durch die Fähre nach Romanshorn) in die Ostschweiz.
Betreiber ist die Flughafen Friedrichshafen GmbH, kurz FFG. Gesellschafter sind die Stadt Friedrichshafen sowie der Bodenseekreis mit jeweils 39,38 %, das Land Baden-Württemberg mit 5,74 %, die ZF Friedrichshafen AG mit 4,32 %, die Technische Werke Friedrichshafen GmbH mit 4,11 %, die Luftschiffbau Zeppelin GmbH mit 3,54 %, der Förderverein Flughafen Friedrichshafen e. V. (u. a. ehemalige Anteile der IHK Bodensee-Oberschwaben) mit 2,55 %, sowie die Rolls-Royce Solutions GmbH mit 0,98 %.
Des Weiteren dient der Flughafen Friedrichshafen als Heimatbasis für die Deutsche Zeppelin-Reederei. Das Gelände der Neuen Messe Friedrichshafen liegt direkt nördlich des Flughafens.

## Geschichte

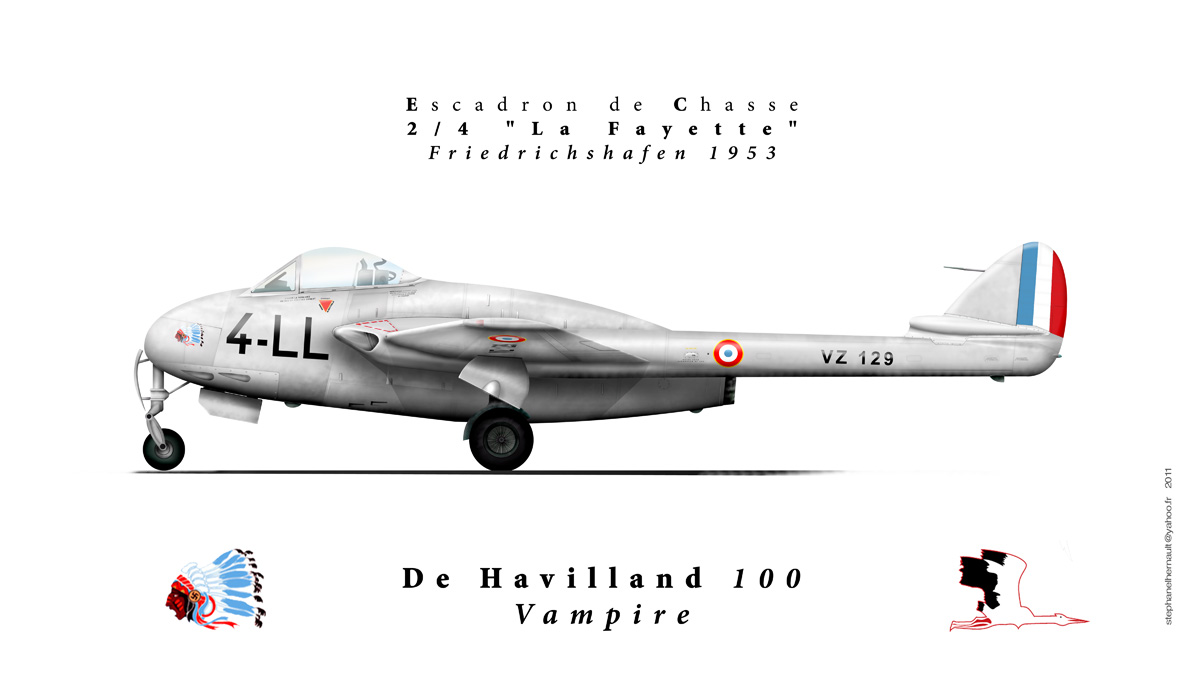
Ansicht einer französischen Vampire

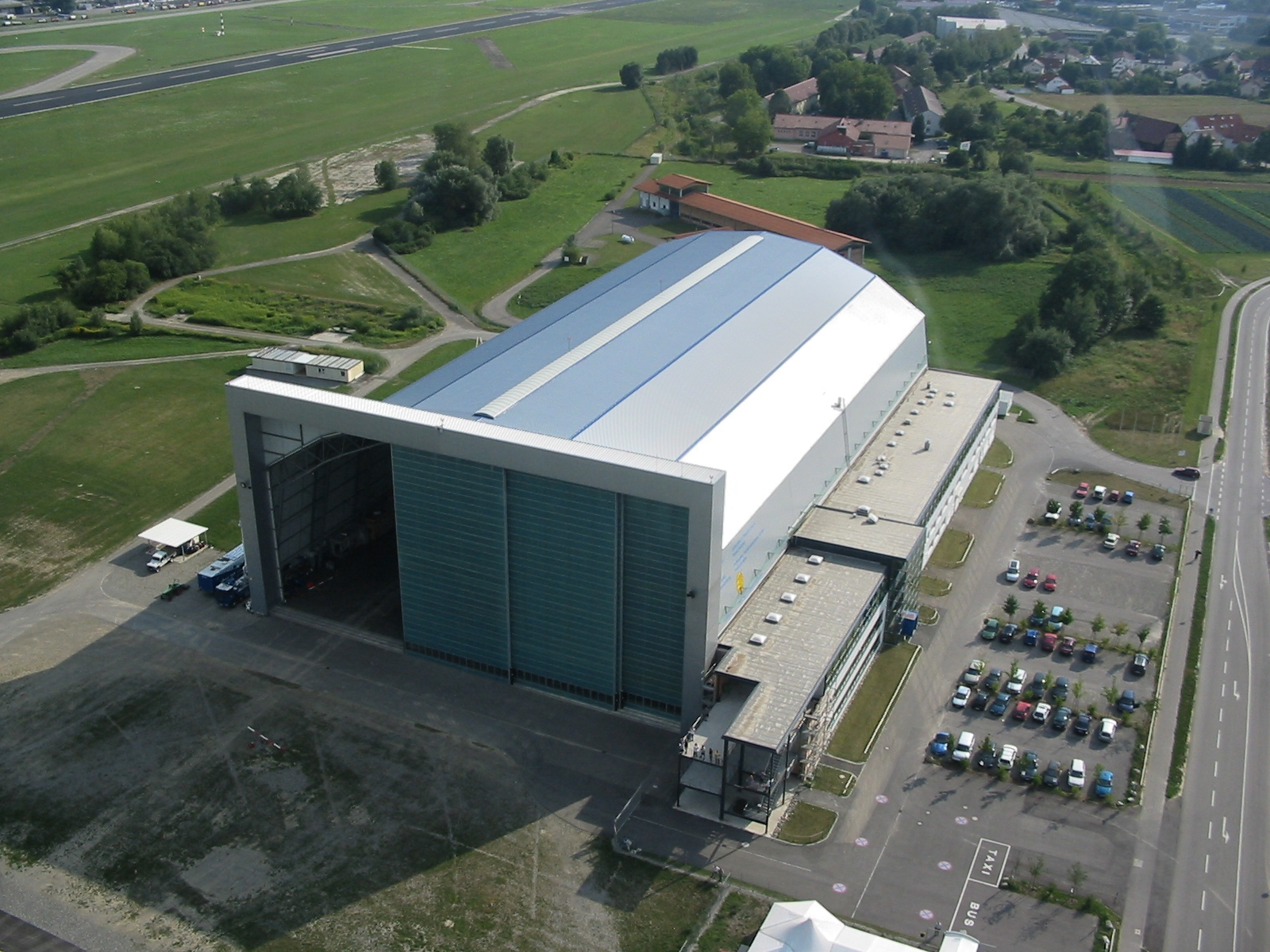
Der heutige Zeppelinhangar am Flughafen Friedrichshafen

Die Geschichte des Verkehrsflughafens geht bis ins Jahr 1913 zurück. Damals suchte das Deutsche Reich ein Gelände in der Nähe der Zeppelin-Werke, auf         dem die Luftschiffbesatzungen ausgebildet werden konnten. Im Jahr 1915 wurde dort die erste Luftschiffhalle fertiggestellt, was als Geburtsstunde des  Flughafens Friedrichshafen gilt. Im gleichen Jahr fand die Jungfernfahrt des ersten fertiggestellten Luftschiffes statt. Im Jahr 1928 wurde die Flughafen Friedrichshafen GmbH offiziell gegründet. Im Jahr 1929 begann die Deutsche Lufthansa in Friedrichshafen mit den ersten Linienflügen. Im Jahr 1934 errichtete die Dornier Metallbauten (DMB), die Vorgängergesellschaft der Dornier-Werke am Flughafen eine neue Werftanlage mit Versuchsabteilung und Flugbetrieb.
Am 18. März 1944 wurden die Flughäfen Friedrichshafen, München, Oberpfaffenhofen, Lechfeld, Landsberg und Memmingen von insgesamt über 700 Bombern angegriffen. Es war der Tag des Krieges, an dem die größte Zahl von Bombern nach dem Angriff in Dübendorf in der Schweiz notlandeten. Im Jahr 1945 besetzten die Französischen Streitkräfte den Flughafen, den die Alliierten als Airfield R.58 bezeichnet haben, und im November verlegten drei mit Spitfire XVI ausgerüstete Staffeln der Forces françaises libres, die bis dahin Teil der British Air Force of Occupation waren, von RAF Fassberg nach Friedrichshafen. Damit begann auch die Erweiterung der Landebahn und der Bau vieler Flughafengebäude. Die Franzosen bezeichneten ihre Basis fortan als Base aérienne Tactique 136 (BAT.136), hier lag in den ersten neun Monaten des Jahres 1950 die 4ème Escadre Chasse der Armée de l’air, zunächst mit amerikanischen P-47 Thunderbolt. Später flog diese Einheit Jets, zunächst britische Vampire Mk.1 und später die Dassault Ouragan aus dem eigenen Land. Im Jahr 1954 verlegten die französischen Luftstreitkräfte ihre Basis auf den neu erbauten Militärflugplatz bei Bremgarten. Von 1966 bis 1973 befanden sich Stellungen des Flugabwehrraketenbataillon 33 (MIM-23 HAWK) der Bundeswehr auf dem Gelände. Die Truppe war in der Luitpoldkaserne (Lindau) untergebracht. Ab September 1973 nutzten die französischen Heeresflieger den Platz. Hier lag zunächst die Fliegergruppe des 2. französischen Korps, Groupe d’aviation légère du 2ème corps d’armée (GALCA 2) und ab September 1978 das daraus entstandene 2e régiment d’hélicoptères de combat (2° RHC). Die hauptsächlich stationierten Hubschraubertypen waren SA319 Alouette III, SA330 Puma und SA341/342 Gazelle. Nach dem Fall der Berliner Mauer endete 1992 die Stationierung französischer Militärmaschinen.
Im Jahr 1994 bekam der Flughafen eine neue Start- und Landebahn und wurde technisch auf den neuesten Stand gebracht. Der bisher als Verkehrslandeplatz zugelassene Flugplatz wurde damit auch neu eingestuft zu einem Flughafen des allgemeinen Verkehrs. Im Jahr 1998 wurde der Flughafen von der Bundesrepublik Deutschland an die Flughafen Friedrichshafen GmbH verkauft.
Seit 1997 hat der Flughafen einen eigenen Haltepunkt an der benachbarten Bahnstrecke Ulm–Friedrichshafen.
Während der International Bodensee Airshow (IBAS) im Jahr 1998 auf dem Flugplatz St. Gallen-Altenrhein auf der Schweizer Seite des Bodensees waren die beiden Kunstflugstaffeln Red Arrows und Frecce Tricolori in Friedrichshafen stationiert.
Im Winter 1999 sowie im Sommer 2000 flog Britannia Airways mit Zwischenstopp in Genf (Winter) bzw. München (Sommer) alle 14 Tage von Friedrichshafen nach Puerto Plata in der Dominikanischen Republik mit einer Boeing 767.
Im Frühjahr 2010 zog sich die Billigfluggesellschaft Ryanair, die bisher von Friedrichshafen nach London Stansted und Alicante geflogen war, vom Bodensee zurück. Seither konzentriert sie ihren Flugbetrieb in der Region auf den Flughafen Memmingen.
Da das Abfertigungsterminal ursprünglich nur für jährlich 500.000 Passagiere ausgelegt war, wurde der Flughafen mit einer Investitionssumme von über 30 Millionen Euro auf eine Kapazität von 1,5 Millionen Passagieren ausgebaut. Am 1. September 2010 wurde nach 20-monatiger Bauzeit das 5500 m² große neue Terminal eröffnet. Der Umsatz stieg 2010 um 14 Prozent auf 10,6 Millionen Euro, der operative Gewinn um 15 Prozent auf 1,5 Millionen Euro. Durch die Abschreibungen von jährlich rund 3 Millionen Euro plus Zinsen ergab sich aber im Geschäftsjahr 2010 noch ein Verlust von 2,6 Millionen Euro.
Seit dem 2. Mai 2013 fliegt Turkish Airlines den Flughafen direkt von Istanbul aus an und erlaubt damit der Gegend eine direkte internationale Verbindung. Sie bietet ebenfalls Direktflüge nach Ankara und Antalya an.
Seit dem 14. Dezember 2014 fliegt British Airways saisonal im Linienbetrieb zweimal wöchentlich London (Gatwick) an.
Der 2014 aufgenommene Luftfrachtbetrieb mit der Firma Apron Airline Support Services aus Stuttgart wurde Ende September 2015 eingestellt, da es trotz großer Anstrengungen nicht gelungen war, im angestrebten Volumen Luftfrachtverkehre über den Flughafen Friedrichshafen zu lenken.
Mit der Einstellung des Flugbetriebes von Intersky am 5. November 2015 verlor der Flughafen die wichtigste Regionalfluggesellschaft, die für 19 % des Passagieraufkommens (115.000 Passagiere, vor allem Geschäftsreisende) verantwortlich war. Dadurch sank die Passagierzahl unter die kritische Marke von 500.000. Dies ermöglicht keinen rentablen Betrieb des Flughafens mehr. Verschärft wird die Situation durch „erhebliche Kannibalisierungseffekte durch den Flughafen Memmingen“.
Am 15. Februar 2016 eröffnete VLM Airlines eine neue Basis in Friedrichshafen und flog zweimal werktäglich nach Düsseldorf, Berlin-Tegel und Hamburg. Am 22. Juni wurden alle Flüge eingestellt, da VLM Airlines Insolvenz beantragte.
Der Flughafen Friedrichshafen reduzierte im Laufe der Jahre seit seiner Vergrößerung sukzessive sein Defizit, konnte aber auch im Geschäftsjahr 2017 noch keinen Gewinn verzeichnen. Grund hierfür war, dass die Zahl der abgefertigten Flüge und Passagiere nur langsam wächst und die vorhandenen Kapazitäten nur unvollständig ausgelastet werden.
Anfang Juni 2018 stationierte Sun-Air of Scandinavia eine Dornier 328 am Flughafen Friedrichshafen und begann mit elf wöchentlichen Flügen nach Düsseldorf; Anfang 2020 waren es neun Flüge wöchentlich. Mit der Stationierung weiterer Dornier-Maschinen wird seit Januar 2019 Hamburg neunmal wöchentlich und Toulouse viermal wöchentlich angeflogen. Die Verbindung nach Hamburg wurde jedoch mangels Auslastung am 11. Februar 2020 wieder eingestellt.
Am 5. Februar 2021 gab der Bodensee-Airport in Friedrichshafen bekannt, dass wegen der jüngsten Einbrüche durch die Corona-Krise eine Insolvenz in Eigenverwaltung erfolge. Ziel sei nun eine Sanierung.

## Lage und Verkehrsanbindung
Der Flughafen liegt am nordöstlichen Stadtrand von Friedrichshafen am Bodensee, jeweils etwa zur Hälfte auf dem Gebiet der Stadt Friedrichshafen und der Gemeinde Meckenbeuren.

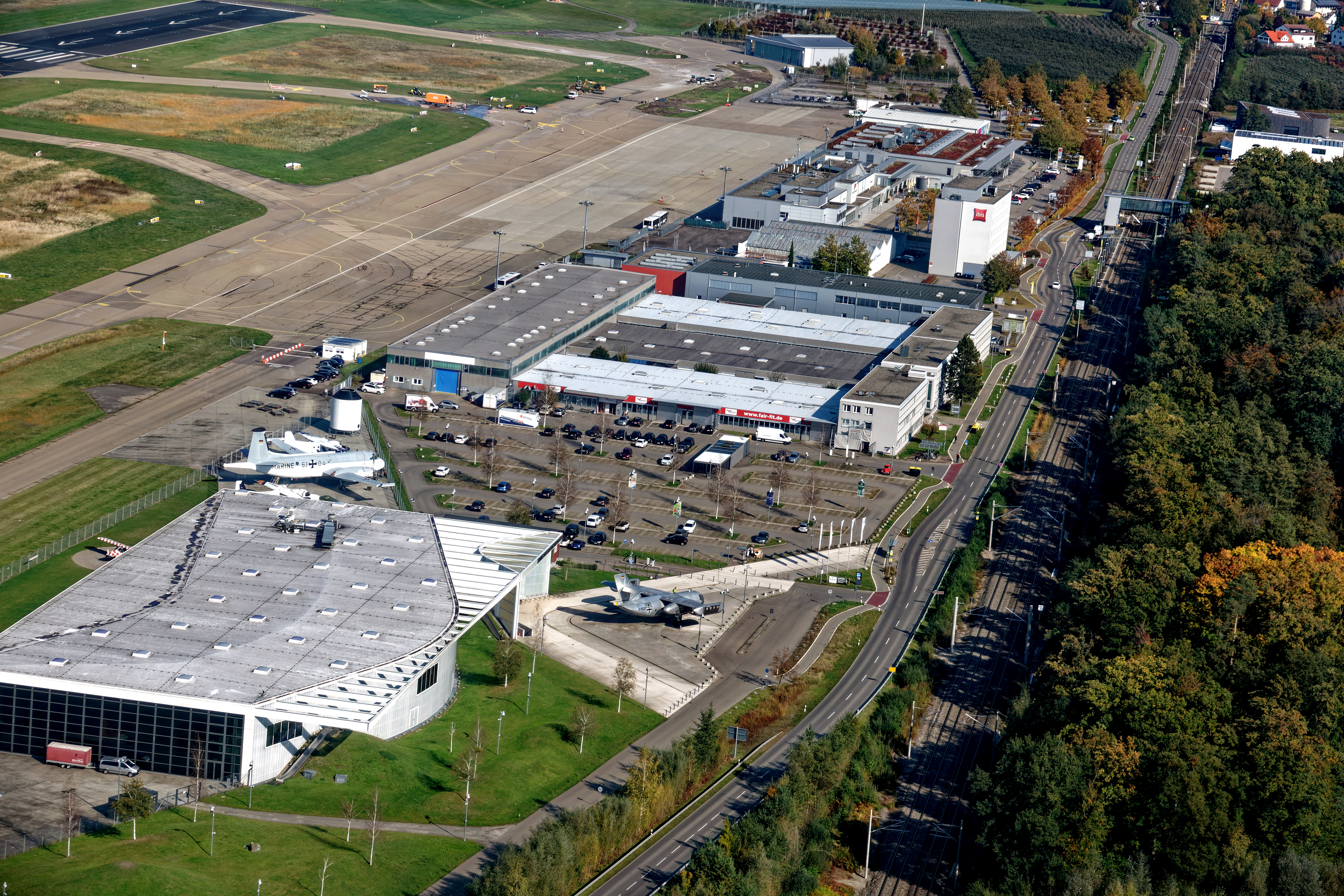
Die Gebäude des Flughafens aus dem Zeppelin gesehen.

Der Haltepunkt Friedrichshafen Flughafen an der Bahnstrecke Ulm–Friedrichshafen wird von der Linie RB 91 der Bodensee-Oberschwaben-Bahn im Stundentakt bedient. Er ist außerdem über die Bundesstraße 30 aus Richtung Ulm und die Bundesstraße 31 aus Richtung Überlingen sowie via Autobahnausfahrt Lindau der Bundesautobahn 96 zu erreichen.

## Flugziele
Im Sommerflugplan 2025 werden ab Friedrichshafen Ziele im Mittelmeerraum sowie einmal in der Woche Heringsdorf angeflogen.

## Luftfahrtmesse AERO
Auf dem Flughafengelände und der angrenzenden Neuen Messe Friedrichshafen findet jährlich im April die internationale Fachmesse für allgemeine Luftfahrt AERO statt. Sie ist eine Fachmesse für Geschäftsreise- und Privatflugzeuge, ähnlich der weit größeren EBACE.

## Statistik
In den letzten Jahren erreichte der Flughafen Friedrichshafen folgende Fluggastzahlen:
| Jahr | Abfertigungen | Veränderung |
| ---- | ------------- | ----------- |
| 2005 | 596.089       | +11,5 %     |
| 2006 | 657.749       | +10,3 %     |
| 2007 | 658.104       | +0,1 %      |
| 2008 | 649.646       | −1,3 %      |
| 2009 | 578.478       | −11,0 %     |
| 2010 | 590.648       | +2,1 %      |
| 2011 | 571.709       | −3,2 %      |
| 2012 | 545.121       | −4,7 %      |
| 2013 | 536.030       | −1,7 %      |
| 2014 | 596.108       | +11,2 %     |
| 2015 | 558.418       | −6 %        |
| 2016 | 523.888       | −7 %        |
| 2017 | 517.209       | −2 %        |
| 2018 | 540.782       | +5 %        |
| 2019 | 489.921       | −9,4 %      |
| 2020 | 119.040       | −75,7 %     |
| 2021 | 125.841       | +6 %        |
| 2022 | 339.556       | +169,8 %    |
| 2023 | 314.953       | −7,2 %      |

| Rang                                                             | Ziel              | Passagiere 2021 | Veränderung | Passagiere 2020 | Starts 2021 | Veränderung | Starts 2020 |
| ---------------------------------------------------------------- | ----------------- | --------------- | ----------- | --------------- | ----------- | ----------- | ----------- |
| 1                                                                | Antalya           | 12.644          | neue Route  | −               | 92          | neue Route  | −           |
| 2                                                                | Skopje            | 12.284          | ▲29,25 %    | 9.504           | 88          | ▲23,94 %    | 71          |
| 3                                                                | Frankfurt am Main | 5.569           | ▼-55,54 %   | 12.527          | 166         | ▼-46,10 %   | 308         |
| 4                                                                | Memmingen         | 234             | ▲62,50 %    | 144             | 16          | ▲45,45 %    | 11          |
| −                                                                | London-Gatwick    | −               | ▼100,00 %   | 7.572           | −           | ▼100,00 %   | 64          |
| In dieser Statistik sind nur Starts enthalten. (Keine Landungen) |                   |                 |             |                 |             |             |             |

| Rang                                                             | Ziel                    | Passagiere 2021 | Veränderung | Passagiere 2020 | Starts 2021 | Veränderung | Starts 2020 |
| ---------------------------------------------------------------- | ----------------------- | --------------- | ----------- | --------------- | ----------- | ----------- | ----------- |
| 1                                                                | Deutschland             | 19.900          | ▼-27,38 %   | 27.402          | 1.640       | ▼-8,64 %    | 1.795       |
| 2                                                                | Türkei                  | 13.698          | ▲33,97 %    | −               | 101         | ▲505,00 %   | 20          |
| 3                                                                | Nordmazedonien          | 12.915          | ▲19,28 %    | 9.504           | 92          | ▲27,78 %    | 72          |
| 4                                                                | Griechenland            | 7.412           | ▲20,47 %    | 1.537           | 66          | ▲153,85 %   | 26          |
| 5                                                                | Bosnien und Herzegowina | 2.836           | ▼-38,41 %   | 4.605           | 25          | ▼-48,98 %   | 49          |
| 6                                                                | Kosovo                  | 2.206           | neu         | −               | 26          | neu         | −           |
| 7                                                                | Spanien                 | 1.848           | ▲41,39 %    | 1.307           | 41          | ▼-16,33 %   | 49          |
| 8                                                                | Ägypten                 | 1.496           | ▲12,40 %    | 1.331           | 13          | ▼-18,75 %   | 16          |
| 9                                                                | Österreich              | 204             | ▼-24,16 %   | 269             | 43          | ▲53,57 %    | 28          |
| 10                                                               | Italien                 | 113             | ▲66,18 %    | 68              | 36          | ▲33,33 %    | 27          |
| 11                                                               | Großbritannien          | 77              | ▼-99,15 %   | 9043            | 30          | ▼-79,59 %   | 147         |
| In dieser Statistik sind nur Starts enthalten. (Keine Landungen) |                         |                 |             |                 |             |             |             |

## Geschäftszahlen
| Jahr | Gewinn/Verlust in Euro |
| ---- | ---------------------- |
| 2002 | −334.000               |
| 2003 | −1.420.000             |
| 2004 | −803.000               |
| 2005 | −65.000                |
| 2006 | 294.000                |
| 2007 | −216.000               |
| 2008 | −997.162               |
| 2009 | −2.765.753             |
| 2010 | −2.659.201             |
| 2011 | −2.663.297             |
| 2012 | −4.644.529             |
| 2013 | −1.198.729             |
| 2014 | −480.185               |
| 2015 | −1.592.710             |
| 2016 | −1.550.000             |
| 2017 | −1.340.000             |
| 2018 | −1.918.000             |

## Ausstattung
Die Start- und Landebahn ist in Hauptlanderichtung 24 mit einem Anflugverfahren der Allwetterflugbetriebsstufe CAT IIIb zugelassen, in Nebenlanderichtung 06 nur bis CAT I.
Aufgrund der am Bodensee während des Winterhalbjahres häufig anzutreffenden Nebellagen wurde der technische Standard am Flughafen Friedrichshafen stetig erhöht. So wird ein planmäßiger Flugbetrieb auch bei schlechten Sichtverhältnissen ermöglicht.
Um das zu erreichen, wurde die bestehende Pisten- und Rollwegbefeuerung um eine Aufsetzzonen- und Rollwegmittellinienbefeuerung erweitert. Mit circa 600 Unterflurlampen sind nun insgesamt etwa 1.300 Lampen für die Markierung der Flugbetriebsflächen installiert.
Viel Wert wird außerdem auf den Schutz der Natur gelegt. Beispielsweise wird das Oberflächenwasser der gesamten befestigten Betriebsflächen inklusive Piste und Rollwegen gesammelt und getrennt weitergeleitet. Außerdem sind Flughäfen gern besuchte Erholungs- und Ruhezonen für durchreisende Zugvögel. Um eine mögliche Gefahr für den Luftverkehr trotzdem auszuschließen, wurden die Grünflächen intelligent angelegt: Unmittelbar an der Piste wird den Tieren ein nur wenig interessantes Terrain geboten. Ganz anders als in den Randzonen des Flughafens Friedrichshafen.
Die Start- und Landebahn des Flughafens wurde 1994 von Grund auf saniert und mit einem besonders griffigen Belag versehen (Anti-Skid). Dadurch reduziert sich sowohl der Bremsweg als auch der Verschleiß von Bremsen und Reifen auf ein Minimum.
Darüber hinaus besitzt der Flughafen Friedrichshafen die notwendige Infrastruktur, um Wartungs- und Dienstleistungsarbeiten (C-Checks) für Kurz- und Mittelstreckenflugzeuge der Hersteller Airbus und Boeing durchzuführen.

## Trivia
- Da die ersten planmäßigen Zeppelin-Linienfahrten schon vor 1908 von ebendiesem Platz in Friedrichshafen starteten, wird gelegentlich dieser Flughafen in Konkurrenz zum 1908 gegründeten August-Euler-Flugplatz in Griesheim als erster Flughafen in Deutschland bezeichnet.
- Eine der größten Frachtmaschinen weltweit, die Antonow An-124, ist hin und wieder in Friedrichshafen zu Gast, um Satelliten von Airbus Defence and Space zu transportieren, die einen Standort in der Nähe unterhalten.
- Der südliche Teil der Kontrollzone des Flughafens Friedrichshafen reicht in den von der schweizerischen Flugsicherung Skyguide kontrollierten Luftraum am Bodensee hinein.
- Im Winterflugplan 2016/2017 flog in nur etwa acht Minuten People’s Viennalinie vom schweizerischen Altenrhein auf der gegenüberliegenden Bodenseeseite nach Friedrichshafen den kürzesten internationalen Linienflug der Welt.[28]
- Am 23. September 2017 landete eine Antonow An-124 in Friedrichshafen, um den Rumpf und weitere Bauteile einer  Boeing 737-200 zum Dornier-Museum zu transportieren. Bei der Maschine handelt es sich um die „Landshut“, die am 13. Oktober 1977 von Terroristen entführt wurde.[29][30] Am selben Tag landete ein Frachtflugzeug des Typs Iljuschin il-76 mit den Tragflächen, den Triebwerken und weiteren Teilen der Landshut in Friedrichshafen.